# Селець (Коростенський район)
Селе́ць — село в Україні, в Народицькій селищній територіальній громаді Коростенського району Житомирської області. Населення становить 779 осіб.

## Історія
Станом на 1885 рік у колишньому державному селі Народицької волості Овруцького повіту Волинської губернії мешкало 760 осіб, налічувалось 117 дворових господарств, існував постоялий будинок.
За переписом 1897 року кількість мешканців зросла до 1266 осіб (607 чоловічої статі та 659 — жіночої), з яких 1200 — православної віри.
20 березня 2022 року у ході російського військового вторгнення фашисти обстріляли Селець з систем залпового вогню "Град".

## Відомі люди
Тут народився відомий український картограф, заслужений професор Харківського національного університету імені В. Н. Каразіна Левицький Іван Юрійович.
В с. Селець також народилася Котеляк Лідія Леонідівна — народний депутат України.